# اچ‌ام‌اس مدوی (۱۶۹۳)
اچ‌ام‌اس مدوی (۱۶۹۳) (به انگلیسی: HMS Medway (1693)) یک کشتی بود که طول آن ۱۴۵ فوت ۳ اینچ (۴۴٫۳ متر) بود.